# Моль, Дагоберто
Дагоберто Моль Секейра (исп. Dagoberto Moll Sequeira; {{ВД-Преамбула}) — уругвайский футболист, полузащитник.

## Карьера
Дагоберто Моль родился в Монтевидео. Его прадед был родом из Каталонии. Он начал карьеру в возрасте 15 лет в клубе «Мисионес», а затем перешёл в «Спортиво Мирамар». В 1949 году Моль поехал в составе сборной Уругвая на чемпионат Южной Америки. На турнире он провёл шесть матчей и забил два гола. В том же году Дагоберто уехал в Испанию, в клуб «Депортиво Ла-Корунья», куда его порекомендовал тренер Алехандро Скопелли. Сумма трансфера составила 15 тысяч долларов. В первом же сезоне Моль помог команде занять второе место в чемпионате Испании, высшее, на тот момент, в её истории. В «Депортиво» Дагоберто выступал пять сезонов, проведя 121 матч и забив 33 гола.
В 1954 году Моль перешёл в «Барселону», подписав четырёхлетний контракт. Сумма трансфера составила 250 тысяч песет, что на тот момент было рекордным для клуба из Ла-Коруньи. Вместе с ним в каталонский клуб из «Депортиво» прибыл молодой полузащитник Луис Суарес. 28 августа футболист дебютировал в составе команды в матче с «Сантс» (3:1), в котором забил один гол. 21 ноября Моль впервые сыграл в официальном матче за «Барселону», в котором клуб проиграл в Эль-Класико со счётом 0:3. В первом сезоне он сыграл в 34 матчах и забил 14 голов. Однако дальнейшая карьера уругвайца в «Барселоне» была нарушена серьёзной травмой левого колена, по другим данным травмой было повреждение мениска и связок правого колена.
Из «Барселоны» Моль перешёл в клуб «Испанья Индустриал», позже переименованного в «Кондал». Эта команда являлась фарм-клубом «сине-гранатовых». Затем он перешёл в «Эспаньол», с которым дошёл до финала Кубка Испании. В 1957 году Дагоберто стал игроком «Сельты». Начав положительно первый круг чемпионата, во втором команда выступала не так удачно. В середине сезона Моля и Пабло Ольмедо отстранили от тренировок из-за конфликта с главным тренером команды Луисом Пасарином, которого они обвинили в проигрыше матча с «Гранадой». В других источниках написано, что наоборот это тренер обвинил футболистов в проигрыше матча и непрофессионализме. В результате уругваец покинул «Сельту», получив 70 тысяч песет отступных.
В 1958 году Моль возвратился в «Депортиво», чтобы помочь этому клубу выйти в высший испанский дивизион. Затем он выступал за «Эльче» и «Альбасете». В 1962 году он принял решение завершить игровую карьеру. Тренерскую карьеру Моль начал в клубе «Альбасете» в 1961 году, будучи играющим тренером команды. 13 августа 1962 года Дагоберто возглавил «Компостелу», став первым тренером только что созданного клуба. Затем он тренировал «Атлетико Балеарес», «Оспиталет» и «Жирону». Затем он в третий раз пришёл в «Депортиво», чтобы спасти команду от вылета в низший дивизион. Однако помочь клубу, который он воглавил за 11 туров до окончания чемпионата, уругваец не смог. «Депортиво» занял в первенстве последнее место. Затем сезон Дагоберто тренировал клуб «Химнастика».
В 1968 году Моль уехал в Мексику, став главным тренером клуба «Атланте», с которым занял восьмое и десятое места в чемпионате. Затем он год не работал, а потом ещё на сезон возглавил клуб. Затем Дагоберто работал в клубе «Эспаньол» из Мехико. Затем Моль возвратился в Испанию, став главным тренером «Тенерифе». В декабре 1974 года он был уволен. В начале сезоне 1975/1976 Молль стал главным тренером «Леванте», заменив на посту главного тренера Фердинанда Даучика. Он был уволен по ходу сезона, в котором «Леванте» вылетел во второй дивизион. Затем Моль вновь тренировал в Мексике, а последней командой его стала «Компостела».

## Статистика

### Клубная
| Сезон     | Клуб                 | Лига    | Чемпионат | Чемпионат | Кубок | Кубок | Всего | Всего |
| Сезон     | Клуб                 | Лига    | Игры      | Голы      | Игры  | Голы  | Игры  | Голы  |
| --------- | -------------------- | ------- | --------- | --------- | ----- | ----- | ----- | ----- |
| 1949/1950 | Депортиво Ла-Корунья | Примера | 26        | 7         | 2     | 0     | 28    | 7     |
| 1950/1951 | Депортиво Ла-Корунья | Примера | 26        | 7         | 2     | 0     | 28    | 7     |
| 1951/1952 | Депортиво Ла-Корунья | Примера | 17        | 7         | 0     | 0     | 17    | 7     |
| 1952/1953 | Депортиво Ла-Корунья | Примера | 35        | 11        | 0     | 0     | 35    | 11    |
| 1953/1954 | Депортиво Ла-Корунья | Примера | 26        | 4         | 0     | 0     | 26    | 4     |
| 1954/1955 | Барселона            | Примера | 16        | 4         | 0     | 0     | 16    | 4     |
| 1955/1956 | Барселона            | Примера | 0         | 0         | 0     | 0     | 0     | 0     |
| 1955/1956 | Испанья Индустриал   | Сегунда | 10        | 0         | 0     | 0     | 10    | 0     |
| 1956/1957 | Кондал               | Примера | 13        | 2         | 0     | 0     | 13    | 2     |
| 1957/1958 | Эспаньол             | Примера | 0         | 0         | 6     | 1     | 6     | 1     |
| 1957/1958 | Сельта               | Примера | 22        | 5         | 0     | 0     | 22    | 5     |
| 1958/1959 | Депортиво Ла-Корунья | Сегунда | 24        | 2         | 6     | 0     | 30    | 2     |
| 1959/1960 | Эльче                | Примера | 21        | 2         | 1     | 0     | 22    | 1     |
| 1960/1961 | Альбасете            | Сегунда | 0         | 0         | 0     | 0     | 0     | 0     |
| 1961/1962 | Альбасете            | Сегунда | 30        | 3         | 1     | 0     | 31    | 3     |

### Международная
| Матчи Дагоберто Моля за сборную Уругвая | Матчи Дагоберто Моля за сборную Уругвая | Матчи Дагоберто Моля за сборную Уругвая | Матчи Дагоберто Моля за сборную Уругвая | Матчи Дагоберто Моля за сборную Уругвая | Матчи Дагоберто Моля за сборную Уругвая | Матчи Дагоберто Моля за сборную Уругвая |
| --------------------------------------- | --------------------------------------- | --------------------------------------- | --------------------------------------- | --------------------------------------- | --------------------------------------- | --------------------------------------- |
| №                                       | Дата                                    | Место проведения                        | Оппонент                                | Счёт                                    | Голы                                    | Турнир                                  |
| 1                                       | 13 апреля 1949                          | Рио-де-Жанейро                          | Эквадор                                 | 3:2                                     | —                                       | Чемпионат Южной Америки                 |
| 2                                       | 17 апреля 1949                          | Рио-де-Жанейро                          | Боливия                                 | 2:3                                     | 1                                       | Чемпионат Южной Америки                 |
| 3                                       | 25 апреля 1949                          | Сан-Паулу                               | Колумбия                                | 2:2                                     | —                                       | Чемпионат Южной Америки                 |
| 4                                       | 30 апреля 1949                          | Рио-де-Жанейро                          | Бразилия                                | 1:5                                     | —                                       | Чемпионат Южной Америки                 |
| 5                                       | 4 мая 1949                              | Рио-де-Жанейро                          | Перу                                    | 3:4                                     | 1                                       | Чемпионат Южной Америки                 |
| 6                                       | 8 мая 1949                              | Белу-Оризонти                           | Чили                                    | 1:3                                     | —                                       | Чемпионат Южной Америки                 |

## Личная жизнь
В Галисии Моль познакомился со своей женой. Дагоберто был приглашён крёстным отцом ребёнка одноклубника Хулиана Куэнки, а его супруга — крёстной матерью. Там они познакомились, а спустя годы поженились. У них родилось пятеро детей.